# Радигожки водопад
Радигожкият водопад (на гръцки: Καταρράκτης της Αγίας Άννας) е водопад, природна забележителност в Костурско, Гърция. Това е най-големият водопад в Костурско.

## Описание
Разположен е на 3 km югозападно от село Радигоже (Агия Ана), на Стенската река (Стенопотамос или Стенорема), ляв приток на Бистрица (Алакмонас), под манастира на Чука „Свети Архангели“. Водопадът е висок 15 – 20 m и замръзва зимно време.